# Сервій Сульпіцій Камерін Руф
Сервій Сульпіцій Камерін Руф (IV ст. до н. е.) — політичний та військовий діяч Римської республіки.

## Життєпис
Походив з патриціанського роду Сульпіціїв. Син Квінта Сульпіція Камеріна Корнута, військового трибуна з консульськими повноваженнями 402 та 398 років до н. е.
Про молоді роки Сульпіція мало відомостей. У 393 році до н. е. після відставки консулів Луція Валерія Потіта та Публія Корнелія Малугінена Косса, Сервій Сульпіцій став консулом-суффектом разом з Луцієм Лукрецієм Триципітіном Флавом. На цій посаді з перемінним успіхом воював з еквами. Виступав проти переселення у нещодавно захоплено місто Вейї. Натомість провів закон щодо розподілу земель міста Вейї серед плебеїв.
Після цього у 391 році до н. е. його було обрано військовим трибуном з консульськими повноваженнями. У 387 році до н. е. обирався інтеррексом для проведення виборів вищих магістратів республіки — військових трибунів з консульськими повноваженнями.